# Řečice (ort i Tjeckien, Vysočina, lat 49,60, long 15,37)
Řečice är en ort i Tjeckien. Den ligger i regionen Vysočina, i den centrala delen av landet, 90 km sydost om huvudstaden Prag. Řečice ligger 491 meter över havet och antalet invånare är 135.
Terrängen runt Řečice är platt åt sydost, men åt nordväst är den kuperad. Runt Řečice är det ganska glesbefolkat, med 45 invånare per kvadratkilometer. Närmaste större samhälle är Havlíčkův Brod, 15,0 km öster om Řečice. I omgivningarna runt Řečice växer i huvudsak blandskog.